# کویلیانو
کویلیانو (به ایتالیایی: Quiliano) یک کومونه در ایتالیا است که در استان ساونا واقع شده‌است. کویلیانو ۴۹٫۵ کیلومتر مربع مساحت و ۷٬۲۲۵ نفر جمعیت دارد.

## خواهرخوانده
شهرهای Ajdovščina Municipality و ماکن خواهرخوانده‌های کویلیانو هستند.